# リュクサンブール州
リュクサンブール州（リュクサンブールしゅう、Province de Luxembourg）は、ベルギー南部のワロン地域に位置する州。州都はアルロン。
面積はベルギーの州の中で最大であるが、人口密度は最も低い。東側から時計回りにルクセンブルク、フランスの2国と、ナミュール、リエージュの2州に接する。
住民はほとんどがフランス語の話者であるが、フラマン語、ルクセンブルク語（ルクセンブルクの公用語でドイツ語に近い）話者も少数派ではあるが存在する。
元はルクセンブルク大公国、さらにその前身のルクセンブルク公国の一部であり、「リュクサンブール」とは「ルクセンブルク」のフランス語名である。

## 行政区
州内は5つの行政区画で構成され、基礎自治体の総数は44。
- アルロン行政区
- バストーニュ行政区
- マルシュ＝アン＝ファメンヌ行政区
- ヌシャトー行政区
- ヴィルトン行政区